# Liste von Inlineskatetricks

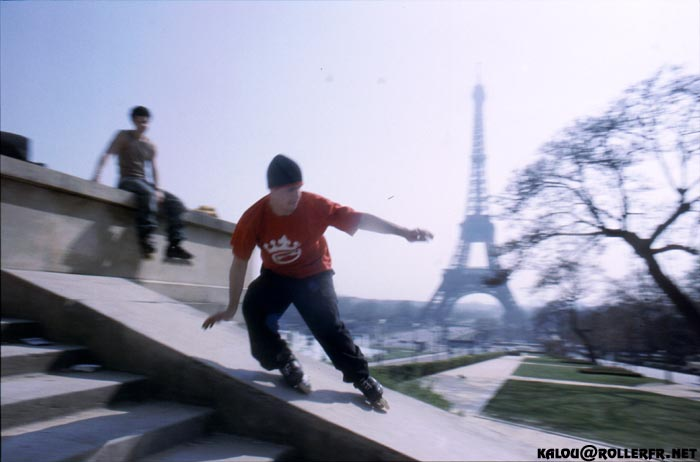
Street-Skater

## Inlineskate-Tricks
Die Inlineskate-Tricks haben, wie auch andere Sportarten aus dem Bereich des Fun-/Extremsports, die gleichen Namen – im Bereich der Kategorie (z. B. Flip) ebenso wie bei einigen Tricks (z. B. Backflip). Siehe hierzu auch Skateboard.
Trotzdem besitzt jede Sportart ihre eigene Trickkategorie, die die anderen nicht besitzen.
Hier eine Auflistung:

### Grundbegriffe
- Air – Springen mit Inline-Skates
- Grabs – Grabs sind Tricks die meist in der Luft ausgeführt werden. Man berührt eine beliebige Stelle seines Skates und vollbringt somit einen Grab. Allerdings ist es auch möglich, während eines einbeinigen Grinds an den freien Skate zu fassen und kombiniert somit einen Grind mit einem Grab.
- Flips – Ein Salto beim Springen über eine Rampe oder in einer Quarter.
- Spins – Drehung beim Sprung in der Luft. Der Name des Tricks ergibt sich aus der vollführten Gradzahl der Umdrehung (Bsp. 180 = Drehung um 180°, 360 = Umdrehung um 360°, also eine volle Körperumdrehung, 540 = 1½-fache Umdrehung usw.) Man kann auch einen Grab mit einem Spin kombinieren.

### Trickkategorie
- Wallride – Ist das Fahren an der Wand. Man fährt leicht schräg der Wand entgegen und springt dann so ab, dass man mit beiden Skates an der Wand entlang fährt.
- Wallstalls – Ist das Wegspringen von einer Wand. Man fährt auf die Wand zu, springt im richtigen Moment ab und drückt sich mit einem oder beiden Skates von der Wand ab.
- Grinden – Rutschen auf Rails und Curbs (Beispiele: Treppengeländer, Treppenstufen, erhöhte Stangen). Es gibt viele Variationen der Grinds, z. B. Shifty/Royal, Soul, Acid Soul (Acid), Fahrvergnügen/Fulltourque, Pornstar, 50–50. Diese können auch mit Spins oder Ähnlichem kombiniert werden.
- Switchups – Unter Switchups versteht man eine Reihe von Grinds, wobei man die Stellung des Fußes während des Grinds wechselt (von vorne nach hinten, von vorne nach quer hinten etc.).
- Manuals bzw. Wheelies – Das Fahren auf nur einer einzigen Rolle, z. B. auf der Vorderrolle (Toe Roll) oder nur auf der Hinterrolle (Heel Roll). Hierbei wird wohlbemerkt nur auf einer einzigen Rolle gefahren und nur ein Bein genutzt. Ein Wheelie wird immer nur mit einem Bein durchgeführt. Das andere Bein wird dabei angezogen und hängt somit in der Luft.
- Power Slides – Das Sliden (gleiten) über einen flachen Untergrund (z. B. Marmorböden, Metallplatten). Man benutzt die Außen- bzw. Innenseite des Skates um diese Tricks auszuführen.
- Cess Slides bzw. Shuffles – Trick, der dem Grind ähnlich ist. Anstelle einer Kante bzw. eines Geländers wird hier jedoch der Trick direkt auf dem Boden angewandt. Hierzu wird eine glatte oder gewachste Oberfläche benötigt. Der üblichste Cess Slide ist der Shifty Royale Cess Slide.
- Ground Spins – Sie können wie Cess Slides auf flachen Untergrund ausgeführt werden. Während des Slides auf dem Untergrund dreht (spint) man sich bei diesen Trick lediglich um 180°, 360° oder auch mehr.
- Lip Tricks – Lip Tricks werden an der Kante (Lip) einer Rampe ausgeführt. Dabei gibt es auch wieder viele Variationen, z. B. Handstand mit einer Hand und dabei einen Grab oder sich für ein oder zwei Sekunden einfach nur mit der Mitte der Skates draufstellen.
- Sidesurf – Die Skates werden so abgewinkelt, dass zwischen ihnen ein Winkel von 180° besteht und beide Skates vom Körper weg zeigen (angeblich ist dies auch zum Körper hin möglich aber wohl nur bei sehr gelenkigen Menschen). Der Sidesurf kann z. B. mit dem Fahren auf zwei Rollen kombiniert werden.